# Born Pink (album de Blackpink)
Albums de Blackpink
The Album
(2020)
Singles
1. Pink Venom
Sortie : 19 août 2022
2. Shut Down
Sortie : 16 septembre 2022

Born Pink est le deuxième album complet du girl group sud-coréen Blackpink, officiellement sorti le 16 septembre 2022 à 13 heures (heure coréenne) et produit par YG Entertainment. La sortie de l'album était accompagnée par celle du clip vidéo de la chanson principale, Shut Down.

## Pistes

### Singles
Born Pink est composé de huit chansons, écrites et composées par Teddy, le producteur de Blackpink, mais aussi par Teddy Sinclair, Willy Moon, Jisoo, Rosé, Bekuh Boom et autres. Il contient deux singles au total, dont un pré-sorti : Pink Venom, publié le 19 août, devient le clip vidéo le plus vu en 24h pour un girl group de kpop (90,4 millions, dépassant How You Like That) et Shut Down, sorti le 16 septembre.

### Liste des pistes
| 1.    | Pink Venom              | Teddy, Danny Chung                                            | Teddy, 24, R. Tee, Ido                          | 3:06 |
| 2.    | Shut Down               | Teddy, Danny Chung, Vince                                     | Teddy, 24                                       | 2:55 |
| 3.    | Typa Girl               | Bekuh Boom                                                    | Boom, Dominsuk                                  | 2:59 |
| 4.    | Yeah Yeah Yeah          | VVN, Kush, Jisoo, Rosé                                        | Kush, R. Tee, VVN, Ido                          | 2:58 |
| 5.    | Hard to Love (par Rosé) | Freddy Wexler, Bianca "Blush" Atterberry, Max Wolfgang, Teddy | Wexler, Teddy, Atterberry, Wolfgang, 24, R. Tee | 2:42 |
| 6.    | The Happiest Girl       | Teddy Sinclair, Willy Moon, Paro                              | T. Sinclair, W. Moon, Paro, 24                  | 3:42 |
| 7.    | Tally                   | Nat Dunn, David Phelan, Alex Oriet, Brian Lee, Soraya LaPread | Dunn, Phelan, Oriet, Lee, LaPread, 24           | 3:04 |
| 8.    | Ready For Love          | Teddy, VVN                                                    | Teddy, VVN, 24, Kush, Boom                      | 3:04 |
| 24:30 |                         |                                                               |                                                 |      |